# Кауамбуа
Кауамбуа (на английски: Kawambwa, на местния диалект Кавамбва) е град в Северна Замбия. Намира се в провинция Луапула на около 1300 m надморска височина. На север от Кауамбуа се намира националният парк Лусенга Плейн. Населението му е 15 953 жители (2010) г.